# Dear Affy
Dear Affy es una película nigeriana de comedia romántica de 2020 escrita y dirigida por Samuel Olatunji. Está protagonizada por Toyin Abraham, Enyinna Nwigwe, Kehinde Bankole y Odunlade Adekola. Bianca Udo debutó en esta película. Se estrenó en cines el 14 de febrero de 2020 y recibió críticas mixtas.

## Sinopsis
Una apasionada y organizada entusiasta del arte está a punto de casarse con el hombre de sus sueños. Pero después de descubrir el engaño de su prometido, sale de fiesta con sus amigas. Todo cambia para ella con la noticia de que ha quedado embarazada y se enfrentará a obstáculos y desafíos repentinos. Con todos sus planes arruinados, iniciará su desafiante misión por encontrar al padre del hijo que está esperando.

## Elenco
- Toyin Abraham
- Enyinna Nwigwe
- Kehinde Bankole
- Odunlade Adekola
- Chinedu Ikedieze
- Bimbo Ademoye
- Hafiz Oyetoro
- Chiwetalu Agu
- Ali Nuhu
- Lizzy Jay
- Antonieta Lecky

## Premios y nominaciones
| Año  | Premios                   | Categoría                                   | Nominado        | Resultado | Ref.  |
| ---- | ------------------------- | ------------------------------------------- | --------------- | --------- | ----- |
| 2020 | Premios Best of Nollywood | Película con la mejor comedia               | Dear Affy       | Ganador   | [ 8 ] |
| 2020 | Premios Best of Nollywood | Mejor actor en un papel principal - Inglés  | Enyinna Nwigwe  | Nominado  | [ 9 ] |
| 2020 | Premios Best of Nollywood | Mejor actriz en un papel principal - Inglés | Kehinde Bankole | Nominado  | [ 9 ] |
| 2020 | Premios Best of Nollywood | Película con el mejor guion                 | Dear Affy       | Nominado  | [ 9 ] |
| 2020 | Premios Best of Nollywood | Película con la mejor cinematografía        | Dear Affy       | Nominado  | [ 9 ] |